# 流し雛

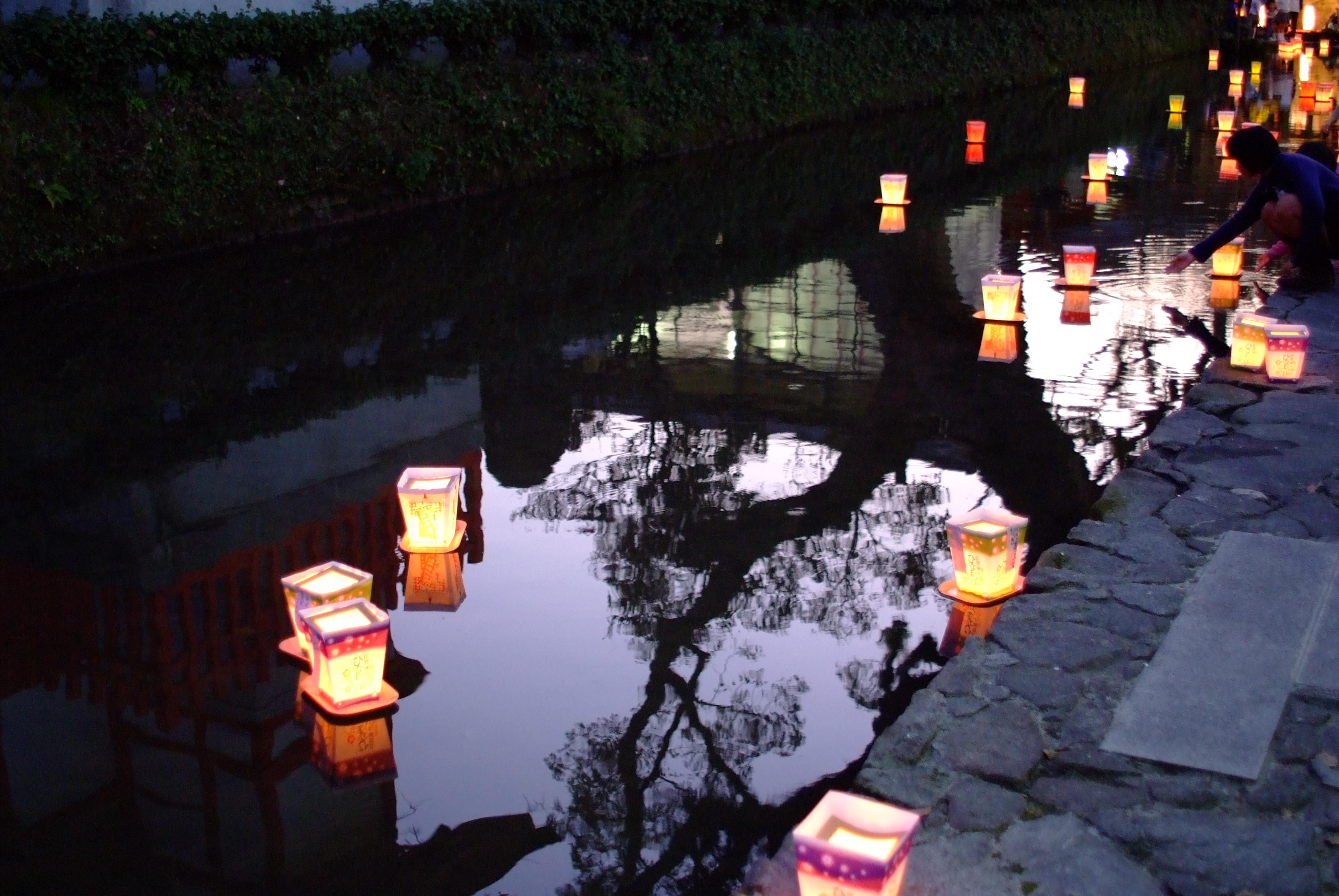
佐嘉神社の雛流し

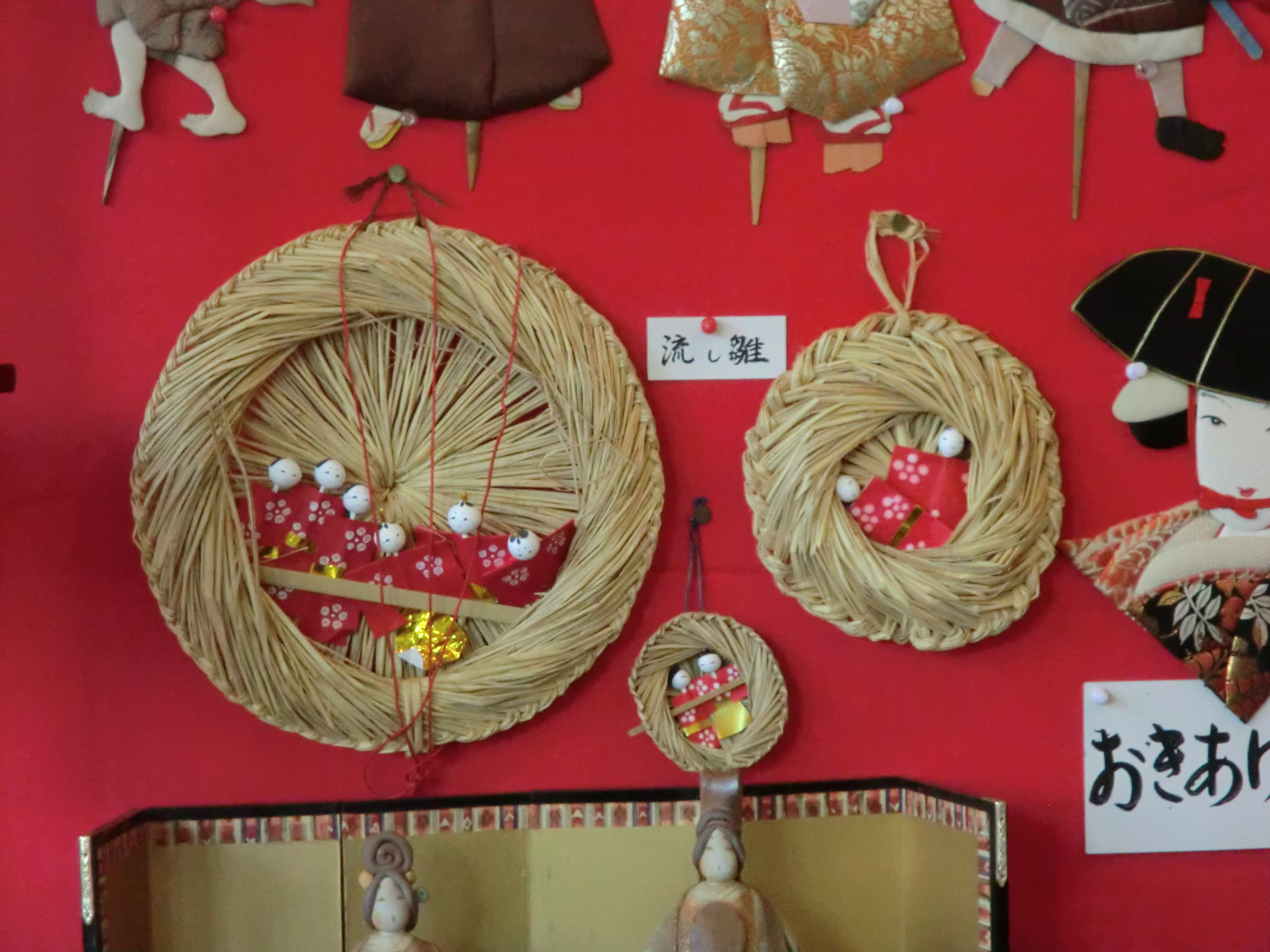
雛流しに使われる人形

雛流し（ひなながし）は 雛祭りのもとになったといわれる行事。雛流しに使われる雛人形は「流し雛」と呼ばれる。
祓い人形と同様に身の穢れを水に流して清める意味の民俗行事として、現在も各地で行われている。

## 起源
記紀には伊邪那岐命と伊邪那美命が国生みを行った際に、一度失敗して生まれた蛭子を葦の船に乗せて海に流した記述があり、これがしきたりの起源とされる。また『源氏物語』の須磨の巻には光源氏がお祓いをした紙人形（形代）を船に乗せ、須磨の海に流したという著述がある。ちなみに人型の雛人形を船に乗せて流し始めたのは1962年（昭和37年）からと比較的最近のことである。

## 地域
すっかり様変わりした現代のひな祭りだが、いまでも昔ながらに雛流しを行う地域もある。「流しびなの里」として知らされる鳥取市用瀬町（もちがせちょう）が代表的である。